# جانفرانکو د بوسیو
جانفرانکو د بوسیو (ایتالیایی: Gianfranco De Bosio؛ ۱۶ سپتامبر ۱۹۲۴ – ۲ مهٔ ۲۰۲۲) کارگردان فیلم اهل ایتالیا بود.
از فیلم‌ها یا مجموعه‌های تلویزیونی که وی در آن‌ها نقش داشته‌است، می‌توان به موسی قانون‌گذار و در عشق، هر لذتی با رنج همراه است اشاره نمود.